# April 1985
Portal Geschichte | Portal Biografien | Aktuelle Ereignisse | Jahreskalender | Tagesartikel

◄ |
19. Jahrhundert |
20. Jahrhundert
| 21. Jahrhundert

◄ |
1950er |
1960er |
1970er |
1980er
| 1990er | 2000er | 2010er | ►

◄ |
1981 |
1982 |
1983 |
1984 |
1985
| 1986 | 1987 | 1988 | 1989 | ►

◄ |
Januar 1985 |
Februar 1985 |
März 1985 |
April 1985 |
Mai 1985 |
Juni 1985 |
Juli 1985 |
►
Dieser Artikel behandelt aktuelle Nachrichten und Ereignisse im April 1985.

## Tagesgeschehen

### Dienstag, 2. April 1985
- Wien/Österreich: Die Bundesregierung beschließt den Ankauf von 24 Überschallflugzeugen, die dem Bundesheer als Abfangjäger dienen sollen. Die Flugzeuge vom Typ Saab 35 Draken werden die ersten Überschallmaschinen zur Überwachung des österreichischen Luftraums sein.[1]

### Donnerstag, 4. April 1985
- Amman/Jordanien: Zaid ar-Rifaʿi löst Ahmad Obeidat als Ministerpräsident von Jordanien ab. Für ar-Rifaʿi ist es die zweite Amtsperiode.[2]

### Dienstag, 9. April 1985
- Saarbrücken/Deutschland: Der Landtag des Saarlandes wählt den ehemaligen Oberbürgermeister von Saarbrücken Oskar Lafontaine (SPD) zum neuen saarländischen Ministerpräsidenten.[3]

### Donnerstag, 11. April 1985
- Bonn/Deutschland: Die Sorge um die künftige Liquidität der Rentenversicherung soll nach Ansicht des Bundesministers für Wirtschaft Martin Bangemann (FDP) durch den Rückbau der gesetzlichen Rentenversicherung beseitigt werden. Sein alternatives Modell umfasst die Einführung einer steuerfinanzierten Grundrente, daneben die Auszahlung einer beitragsfinanzierten Zusatzrente sowie auf freiwilliger Basis ein stärkeres Besinnen auf private Altersvorsorge.[4][5]

### Freitag, 12. April 1985
- Madrid/Spanien: Bei einem Bombenanschlag auf das Restaurant El Descanso kommen 18 Personen ums Leben und 84 weitere werden verletzt. Das Restaurant ist dafür bekannt, dass es regelmäßig von Angehörigen der Marine der Streitkräfte der Vereinigten Staaten frequentiert wird, die in Torrejón de Ardoz stationiert sind. Die Urheber des Attentats sind nicht bekannt.[6]

### Samstag, 13. April 1985

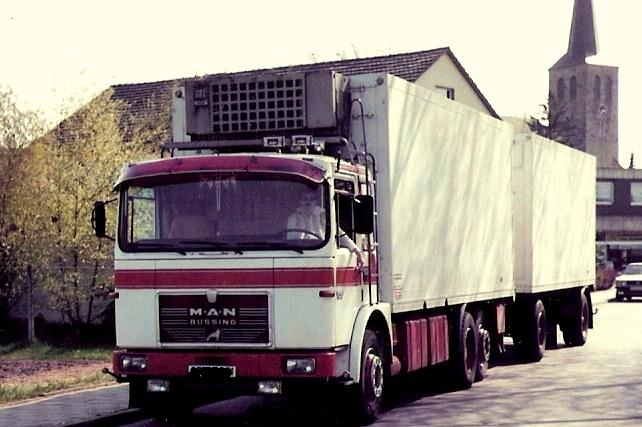
Lkw von MAN-Büssing

- Bonn/Deutschland: Die in den Medien als „Wochenendfahrverbot für Lkw“ bezeichnete Ferien-Reiseverordnung tritt in Kraft und ergänzt das ganzjährige Sonntagsfahrverbot um ein samstägliches Fahrverbot zwischen 7.00 Uhr und 20.00 Uhr in den Monaten Juli und August. Die Regelung betrifft alle Bundesautobahnen und gilt für Kraftfahrzeuge mit einer zulässigen Gesamtmasse von über 7,5 t sowie für leichte Lkw mit Anhänger.[7]

### Mittwoch, 17. April 1985
- Erftstadt/Deutschland: 23 Wirtschaftsunternehmen der Bundesrepublik gründen am ehemaligen Stammsitz der Familie Wolff-Metternich die Deutsche Stiftung Denkmalschutz.[8]

### Donnerstag, 18. April 1985
- Berlin/Deutschland: Die Mitglieder des Abgeordnetenhauses bestätigen den seit Februar 1984 amtierenden Eberhard Diepgen (CDU) als Regierenden Bürgermeister der Stadt Berlin, deren westlicher Teil de facto den Ländern der Bundesrepublik gleichgestellt ist.[9]

### Samstag, 20. April 1985

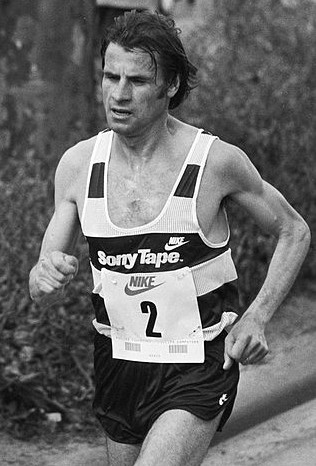
Carlos Lopes

- Rotterdam/Niederlande: Der Portugiese Carlos Lopes stellt einen neuen Weltrekord im Marathon auf. Beim Rotterdam-Marathon absolviert er die 42,195 km in 2 Stunden 7 Minuten 12 Sekunden und unterbietet damit Steve Jones' Bestmarke aus dem Jahr 1984 um 53 Sekunden.[10]

### Sonntag, 21. April 1985
- London/Vereinigtes Königreich: Im Damen-Marathon fällt wie am Vortag bei den Herren der Weltrekord. Mit einer Zeit von 2 Stunden 21 Minuten 6 Sekunden ist die Norwegerin Ingrid Kristiansen im London-Marathon über vier Minuten schneller als die bisherige Weltrekordhalterin Allison Roe und auch 97 Sekunden schneller als Joan Benoit Samuelson, deren Bestmarke aus dem Boston-Marathon 1983 umstritten war.[11]

### Montag, 22. April 1985
- Washington, D.C./Vereinigte Staaten: William E. Burk für die Vereinigten Staaten und Ariel Scharon für Israel unterschreiben ein Abkommen über Freihandel zwischen den beiden Ländern.[12]

### Mittwoch, 24. April 1985
- Wien/Österreich: Das Bundesministerium für Gesundheit und Umweltschutz veröffentlicht die Ergebnisse einer Kontrollreihe zu burgenländischen Dessertweinen, in der es die Beimengung des Gefrierschutzmittels Diethylenglycol bei der Abfüllung von Wein feststellte.[13]

### Donnerstag, 25. April 1985
- Berlin/Deutschland: Das Bundesverwaltungsgericht bestätigt die Rechtmäßigkeit des Weiterbaus des Flughafens München, die der Bayerische Verwaltungsgerichtshof bereits im März bekundete. Nach einem Baustopp von vier Jahren kann der neue Flughafen daher in kleineren Dimensionen als geplant fertiggestellt werden.[14]

### Freitag, 26. April 1985
- Berlin/Deutschland: Im neu angelegten Britzer Garten im Bezirk Neukölln wird die 18. Bundesgartenschau eröffnet.[15]

### Samstag, 27. April 1985
- Luxemburg/Luxemburg: In der Bombenlegeraffäre empfängt das Energieversorgungsunternehmen Cegedel den ersten Erpresserbrief. Die Verfasser raten vom Einschalten der Polizei ab und drohen: „Wir wählen Ort und Zeit aus.“ Am gleichen Tag wird ein Freileitungsmast des Unternehmens wenige Kilometer nördlich der Hauptstadt zum dritten Anschlagsziel seit Mai 1984.[16]